# Gmina Nibe
Gmina Nibe (duń. Nibe Kommune) – istniejąca w latach 1970–2006 gmina w Danii w okręgu północnej Jutlandii (Nordjyllands Amt). Siedzibą władz gminy było miasto Nibe. Gmina Nibe została utworzona 1 kwietnia 1970 na mocy reformy podziału administracyjnego Danii.
Po kolejnej reformie administracyjnej w roku 2007 weszła w skład nowej gminy Aalborg.

## Dane liczbowe
- Liczba ludności: (♀ 4128 + ♂ 4155) = 8283
  - wiek 0–6: 8,6%
  - wiek 7–16: 13,8%
  - wiek 17–66: 63,0%
  - wiek 67+: 14,7%
- zagęszczenie ludności: 44,8 osób/km²
- bezrobocie: 5,4% osób w wieku 17–66 lat
- cudzoziemcy z UE, Skandynawii i USA: 94 na 10 000 osób
- cudzoziemcy z krajów Trzeciego Świata: 130 na 10 000 osób
- liczba szkół podstawowych: 4 (liczba klas: 56)